# Gilberto Tellechea
Gilberto Tellechea (* 4. März 1885 in Cardona; † unbekannt) war ein uruguayischer Fechter.
Tellechea nahm an den Olympischen Sommerspielen 1924 in Paris teil. Dort schied er im Florett-Einzelwettbewerb bereits in der Vorrunde aus. Lediglich das Duell mit dem Norweger Sigurd Akre-Aas entschied er zu seinen Gunsten. Seinen drei weiteren Kontrahenten Jacques Coutrot, Burke Boyce und Frederick Sherriff unterlag er.